# Discographie de Janet Jackson
La discographie de la chanteuse américaine Janet Jackson se compose d'onze albums studio, quatre compilations, deux DVD live et près de quatre-vingt singles.
Détentrice de 11 American Music Awards, 5 Grammy Awards, 10 MTV Video Music Awards et 11 Billboard Music Awards, elle a classé sept albums n°1 aux États-Unis et dix chansons à la première place du Billboard Hot 100 (dont quatre issues de l'album Rhythm Nation 1814).
Elle a vendu plus de 100 millions de disques à travers le monde.

## Albums

### Albums studio
| Album                               | Classements                                                            | Classements | Classements | Classements | Classements | Classements | Classements | Classements | Classements | Classements | Classements | Classements | Classements | Classements | Classements | Classements | Certifications                                                   | Ventes mondiales |
| Album                               | É-U                                                                    | CAN         | R-U         | IRL         | FRA         | ESP         | ITA         | SUI         | BE/W        | BE/F        | P-B         | ALL         | AUT         | SUE         | AUS         | N-Z         | Certifications                                                   | Ventes mondiales |
| ----------------------------------- | ---------------------------------------------------------------------- | ----------- | ----------- | ----------- | ----------- | ----------- | ----------- | ----------- | ----------- | ----------- | ----------- | ----------- | ----------- | ----------- | ----------- | ----------- | ---------------------------------------------------------------- | ---------------- |
| Janet Jackson - Label : A&M         | 63                                                                     | -           | -           | N/D         | N/D         | -           | -           | -           | N/D         | N/D         | -           | -           | -           | -           | -           | 44          |                                                                  | 300 000          |
| Dream Street - Label : A&M          | 147                                                                    | -           | -           | N/D         | N/D         | -           | -           | -           | N/D         | N/D         | -           | -           | -           | -           | -           | -           |                                                                  | 200 000          |
| Control - Label : A&M               | 1                                                                      | 11          | 8           | N/D         | -           | -           | -           | 28          | N/D         | N/D         | 7           | 36          | -           | 47          | 25          | 5           | : 5x Platine : Platine : Platine                                 | 10 000 000       |
| Rhythm Nation 1814 - Label : A&M    | 1                                                                      | 5           | 4           | N/D         | -           | -           | -           | 23          | N/D         | N/D         | 28          | 39          | -           | 24          | 1           | 9           | : 6x Platine : Platine : Platine : Or : 2x Platine               | 12 000 000       |
| Janet. - Label : Virgin             | 1                                                                      | 1           | 1           | N/D         | 16          | -           | 11          | 10          | N/D         | N/D         | 4           | 5           | 7           | 5           | 1           | 1           | : 6x Platine : 3x Platine : 2x Platine : 2x Or : Or : 2x Platine | 14 000 000       |
| The Velvet Rope - Label : Virgin    | 1                                                                      | 2           | 6           | 7           | 5           | 10          | 10          | 5           | 14          | 11          | 3           | 5           | 9           | 4           | 4           | 8           | : 3x Platine : 3x Platine : Platine : Platine : Or : 2x Platine  | 8 000 000        |
| All For You - Label : Virgin        | 1                                                                      | 1           | 2           | 16          | 2           | 9           | 10          | 2           | 3           | 3           | 4           | 3           | 8           | 4           | 3           | 6           | : 2x Platine : 3x Platine : Or : Or : Or : Or                    | 5 000 000        |
| Damita Jo - Label : Virgin          | 2                                                                      | 7           | 32          | 72          | 35          | -           | 37          | 34          | 40          | 33          | 23          | 21          | 49          | 43          | 18          | 50          | : Platine : Platine : Argent                                     | 2 400 000        |
| 20 Y.O. - Label : Virgin            | 2                                                                      | 4           | 63          | -           | 32          | -           | 21          | 35          | 22          | 58          | 34          | 46          | -           | 57          | 55          | 56          | : Platine                                                        | 1 200 000        |
| Discipline - Label : Island         | 1                                                                      | 3           | 63          | 60          | 43          | 51          | 58          | 9           | 43          | 46          | 28          | 38          | 45          | 54          | 16          | 35          |                                                                  | 700 000          |
| Unbreakable - Label : Rhythm Nation | 1                                                                      | 1           | 11          | 27          | 28          | 36          | 26          | 28          | 18          | 20          | 12          | 34          | -           | 46          | 11          | -           |                                                                  | 400 000          |
|                                     | Le sigle « N/D » signifie que les classements ne sont pas disponibles. |             |             |             |             |             |             |             |             |             |             |             |             |             |             |             |                                                                  |                  |

### Compilations
| Album                                           | Classements               | Classements               | Classements               | Classements               | Classements               | Classements               | Classements               | Classements               | Classements               | Classements               | Classements               | Classements               | Classements               | Classements               | Classements               | Classements               | Certifications                                        | Ventes mondiales |
| Album                                           | É-U                       | CAN                       | R-U                       | IRL                       | FRA                       | ESP                       | ITA                       | SUI                       | BE/W                      | BE/F                      | P-B                       | ALL                       | AUT                       | SUE                       | AUS                       | N-Z                       | Certifications                                        | Ventes mondiales |
| ----------------------------------------------- | ------------------------- | ------------------------- | ------------------------- | ------------------------- | ------------------------- | ------------------------- | ------------------------- | ------------------------- | ------------------------- | ------------------------- | ------------------------- | ------------------------- | ------------------------- | ------------------------- | ------------------------- | ------------------------- | ----------------------------------------------------- | ---------------- |
| Design of a Decade: 1986–1996 - Label : A&M     | 3                         | 5                         | 2                         | 2                         | 2                         | -                         | -                         | 6                         | 6                         | 7                         | 8                         | 10                        | 15                        | 14                        | 2                         | 1                         | : 2x Platine : Platine : 2x Platine : Or : 4x Platine | 10 000 000       |
| Number Ones / The Best - Label : A&M, Universal | 22                        | -                         | 28                        | 94                        | 25                        | -                         | -                         | -                         | -                         | 70                        | -                         | -                         | -                         | -                         | -                         | -                         | : Or                                                  | 600 000          |
| Icon: Number Ones - Label : A&M, Universal      | -                         | -                         | -                         | -                         | -                         | -                         | -                         | -                         | -                         | -                         | -                         | -                         | -                         | -                         | -                         | -                         |                                                       |                  |
| Japanese Singles Collection - Label : Universal | Sorti uniquement au Japon | Sorti uniquement au Japon | Sorti uniquement au Japon | Sorti uniquement au Japon | Sorti uniquement au Japon | Sorti uniquement au Japon | Sorti uniquement au Japon | Sorti uniquement au Japon | Sorti uniquement au Japon | Sorti uniquement au Japon | Sorti uniquement au Japon | Sorti uniquement au Japon | Sorti uniquement au Japon | Sorti uniquement au Japon | Sorti uniquement au Japon | Sorti uniquement au Japon |                                                       |                  |

### Albums de remixes
| Album                              | Classements | Classements | Classements | Classements | Classements | Classements | Classements | Classements | Classements | Classements | Classements | Classements | Classements | Classements | Classements | Classements | Certifications | Ventes mondiales |
| Album                              | É-U | CAN         | R-U         | IRL         | FRA         | ESP         | ITA         | SUI         | BE/W        | BE/F        | P-B         | ALL         | AUT         | SUE         | AUS         | N-Z         | Certifications | Ventes mondiales |
| ---------------------------------- | --- | ----------- | ----------- | ----------- | ----------- | ----------- | ----------- | ----------- | ----------- | ----------- | ----------- | ----------- | ----------- | ----------- | ----------- | ----------- | -------------- | ---------------- |
| Control: The Remixes - Label : A&M | X | X           | 20          | N/D         | -           | -           | -           | -           | N/D         | N/D         | -           | -           | -           | -           | X           | X           | : Or           |                  |
| Janet. Remixed - Label : Virgin    | X | X           | 15          | N/D         | -           | -           | -           | 21          | 16          | 32          | 29          | 26          | 22          | 39          | 64          | -           |                |                  |
|                                    | Le sigle « N/D » signifie que les classements ne sont pas disponibles. Le sigle « X » signifie que le titre n'est pas sorti en single dans ce pays. |             |             |             |             |             |             |             |             |             |             |             |             |             |             |             |                |                  |

## Singles

### Années 1980
| Année | Single                                        | Classements | Classements                | Classements                | Classements                | Classements                | Classements                | Classements                | Classements                | Classements                | Classements                | Classements                | Classements                | Classements                | Classements                | Classements                | Classements                | Album               |
| Année | Single                                        | É-U | CAN                        | R-U                        | IRL                        | FRA                        | ESP                        | ITA                        | SUI                        | BE/W                       | BE/F                       | P-B                        | ALL                        | AUT                        | SUE                        | AUS                        | N-Z                        | Album               |
| ----- | --------------------------------------------- | --- | -------------------------- | -------------------------- | -------------------------- | -------------------------- | -------------------------- | -------------------------- | -------------------------- | -------------------------- | -------------------------- | -------------------------- | -------------------------- | -------------------------- | -------------------------- | -------------------------- | -------------------------- | ------------------- |
| 1982  | Young Love                                    | 64 | -                          | -                          | -                          | -                          | -                          | -                          | -                          | N/D                        | -                          | -                          | -                          | -                          | -                          | -                          | 16                         | Janet Jackson       |
| 1983  | Come Give Your Love to Me                     | 58 | -                          | -                          | -                          | -                          | -                          | -                          | -                          | N/D                        | -                          | -                          | -                          | -                          | -                          | -                          | -                          | Janet Jackson       |
| 1983  | Say You Do                                    | - | -                          | -                          | -                          | -                          | -                          | -                          | -                          | N/D                        | -                          | -                          | -                          | -                          | -                          | -                          | -                          | Janet Jackson       |
| 1983  | Love and My Best Friend                       | - | -                          | -                          | -                          | -                          | -                          | -                          | -                          | N/D                        | -                          | -                          | -                          | -                          | -                          | -                          | -                          | Janet Jackson       |
| 1983  | Don't Mess Up This Good Thing                 | - | -                          | -                          | -                          | -                          | -                          | -                          | -                          | N/D                        | -                          | -                          | -                          | -                          | -                          | -                          | -                          | Janet Jackson       |
| 1984  | Don't Stand Another Chance                    | - | -                          | -                          | -                          | -                          | -                          | -                          | -                          | N/D                        | -                          | -                          | -                          | -                          | -                          | -                          | -                          | Dream Street        |
| 1984  | Two to the Power of Love (avec Cliff Richard) | - | -                          | 83                         | -                          | -                          | -                          | -                          | -                          | N/D                        | -                          | -                          | -                          | -                          | -                          | -                          | -                          | Dream Street        |
| 1984  | Fast Girls                                    | - | -                          | -                          | -                          | -                          | -                          | -                          | -                          | N/D                        | -                          | -                          | -                          | -                          | -                          | -                          | -                          | Dream Street        |
| 1984  | Dream Street                                  | - | -                          | -                          | -                          | -                          | -                          | -                          | -                          | N/D                        | -                          | -                          | -                          | -                          | -                          | -                          | -                          | Dream Street        |
| 1985  | Start Anew                                    | Sorti uniquement au Japon. | Sorti uniquement au Japon. | Sorti uniquement au Japon. | Sorti uniquement au Japon. | Sorti uniquement au Japon. | Sorti uniquement au Japon. | Sorti uniquement au Japon. | Sorti uniquement au Japon. | Sorti uniquement au Japon. | Sorti uniquement au Japon. | Sorti uniquement au Japon. | Sorti uniquement au Japon. | Sorti uniquement au Japon. | Sorti uniquement au Japon. | Sorti uniquement au Japon. | Sorti uniquement au Japon. |                     |
| 1986  | What Have You Done for Me Lately              | 4 | 6                          | 3                          | 10                         | -                          | -                          | -                          | 9                          | N/D                        | 7                          | 3                          | 8                          | -                          | -                          | 6                          | 27                         | Control             |
| 1986  | Nasty                                         | 3 | 8                          | 19                         | 20                         | -                          | -                          | -                          | 8                          | N/D                        | 4                          | 5                          | 9                          | 21                         | -                          | 17                         | 8                          | Control             |
| 1986  | When I Think of You                           | 1 | 6                          | 10                         | 10                         | -                          | -                          | -                          | -                          | N/D                        | 8                          | 2                          | 36                         | -                          | -                          | 53                         | 23                         | Control             |
| 1986  | Control                                       | 5 | 18                         | 42                         | -                          | -                          | -                          | -                          | -                          | N/D                        | 20                         | 9                          | -                          | -                          | -                          | 82                         | 16                         | Control             |
| 1987  | Let's Wait Awhile                             | 2 | 11                         | 3                          | 4                          | -                          | -                          | -                          | 27                         | N/D                        | 15                         | 14                         | 34                         | -                          | -                          | 21                         | 26                         | Control             |
| 1987  | Diamonds (avec Herb Alpert)                   | 5 | 4                          | 27                         | 28                         | -                          | -                          | -                          | 23                         | N/D                        | 4                          | 3                          | 15                         | -                          | -                          | 47                         | 31                         | Keep Your Eye on Me |
| 1987  | Making Love in the Rain (avec Herb Alpert)    | 35 | -                          | -                          | -                          | -                          | -                          | -                          | -                          | N/D                        | -                          | -                          | -                          | -                          | -                          | -                          | -                          | Keep Your Eye on Me |
| 1987  | The Pleasure Principle                        | 14 | 35                         | 24                         | 23                         | -                          | -                          | -                          | -                          | N/D                        | 17                         | 25                         | -                          | -                          | -                          | 50                         | 37                         | Control             |
| 1987  | Funny How Time Flies                          | X | X                          | 59                         | 24                         | X                          | X                          | X                          | X                          | X                          | X                          | X                          | X                          | X                          | X                          | -                          | -                          | Control             |
| 1989  | Miss You Much                                 | 1 | 2                          | 22                         | 22                         | -                          | -                          | -                          | 20                         | N/D                        | 21                         | 15                         | 16                         | -                          | -                          | 12                         | 2                          | Rhythm Nation 1814  |
| 1989  | Rhythm Nation                                 | 2 | 6                          | 23                         | 19                         | -                          | -                          | -                          | 22                         | N/D                        | 24                         | 9                          | 83                         | -                          | -                          | 56                         | 17                         | Rhythm Nation 1814  |
|       |                                               | Le sigle « N/D » signifie que les classements ne sont pas disponibles. Le sigle « X » signifie que le titre n'est pas sorti en single dans ce pays. |                            |                            |                            |                            |                            |                            |                            |                            |                            |                            |                            |                            |                            |                            |                            |                     |

### Années 1990
| Année | Single                                                  | Classements | Classements | Classements | Classements | Classements | Classements | Classements | Classements | Classements | Classements | Classements | Classements | Classements | Classements | Classements | Classements | Album                                         |
| Année | Single                                                  | É-U         | CAN         | R-U         | IRL         | FRA         | ESP         | ITA         | SUI         | BE/W        | BE/F        | P-B         | ALL         | AUT         | SUE         | AUS         | N-Z         | Album                                         |
| ----- | ------------------------------------------------------- | ----------- | ----------- | ----------- | ----------- | ----------- | ----------- | ----------- | ----------- | ----------- | ----------- | ----------- | ----------- | ----------- | ----------- | ----------- | ----------- | --------------------------------------------- |
| 1990  | Escapade                                                | 1           | 1           | 17          | 13          | 23          | -           | -           | -           | N/D         | 11          | 17          | 17          | -           | -           | 25          | 15          | Rhythm Nation 1814                            |
| 1990  | Alright                                                 | 4           | 2           | 20          | 14          | -           | -           | -           | -           | N/D         | 27          | 35          | 43          | -           | -           | -           | 28          | Rhythm Nation 1814                            |
| 1990  | Come Back to Me                                         | 2           | 3           | 20          | 21          | -           | -           | -           | -           | N/D         | -           | -           | -           | -           | -           | 79          | -           | Rhythm Nation 1814                            |
| 1990  | Black Cat                                               | 1           | 4           | 15          | 11          | -           | -           | -           | 10          | N/D         | 33          | 18          | 34          | -           | 16          | 6           | 25          | Rhythm Nation 1814                            |
| 1990  | Love Will Never Do (Without You)                        | 1           | 1           | 34          | 22          | -           | -           | -           | -           | N/D         | 46          | 32          | -           | -           | -           | 14          | 27          | Rhythm Nation 1814                            |
| 1991  | State of the World                                      | X           | 14          | X           | X           | X           | X           | X           | X           | X           | X           | X           | X           | X           | X           | 94          | -           | Rhythm Nation 1814                            |
| 1992  | The Best Things in Life Are Free                        | 10          | 8           | 2           | 6           | -           | -           | -           | 32          | N/D         | -           | 20          | 8           | -           | 36          | 2           | 6           | Mo' Money                                     |
| 1993  | That's the Way Love Goes                                | 1           | 1           | 2           | 8           | 15          | -           | -           | 11          | N/D         | 12          | 7           | 9           | 16          | 7           | 1           | 1           | Janet.                                        |
| 1993  | If                                                      | 4           | 3           | 14          | -           | -           | -           | -           | 27          | N/D         | 27          | 10          | 25          | -           | 19          | 18          | 8           | Janet.                                        |
| 1993  | Again                                                   | 1           | 2           | 6           | 12          | -           | -           | -           | 20          | N/D         | 31          | 20          | 29          | -           | 5           | 19          | 13          | Janet.                                        |
| 1994  | Because of Love                                         | 10          | 10          | 19          | -           | -           | -           | -           | -           | N/D         | -           | 39          | 72          | -           | -           | 25          | 23          | Janet.                                        |
| 1994  | Any Time, Any Place                                     | 2           | 21          | 13          | -           | -           | -           | -           | -           | N/D         | -           | -           | -           | -           | -           | 37          | 20          | Janet.                                        |
| 1994  | You Want This                                           | 8           | 15          | 14          | -           | -           | -           | -           | -           | N/D         | -           | 37          | 90          | -           | -           | 16          | 11          | Janet.                                        |
| 1995  | Whoops Now                                              | X           | X           | 9           | 16          | 5           | -           | -           | 15          | 7           | 35          | 38          | 11          | 7           | -           | 49          | 1           | Janet.                                        |
| 1995  | What'll I Do                                            | X           | X           | 9           | 16          | 5           | -           | -           | 15          | 7           | 35          | 38          | 11          | 7           | -           | 14          | 1           | Janet.                                        |
| 1995  | Scream (avec Michael Jackson)                           | 5           | 12          | 3           | 6           | 4           | 1           | 1           | 3           | 3           | 5           | 4           | 8           | 9           | 8           | 2           | 1           | History                                       |
| 1995  | Runaway                                                 | 3           | 2           | 6           | 10          | 25          | -           | -           | 24          | 27          | 41          | 28          | 39          | -           | 25          | 8           | 3           | Design of a Decade: 1986–1996                 |
| 1995  | Twenty Foreplay                                         | X           | 27          | 22          | -           | -           | -           | -           | -           | -           | -           | 41          | 74          | -           | -           | 29          | 38          | Design of a Decade: 1986–1996                 |
| 1997  | Got 'til It's Gone                                      | X           | 19          | 6           | 16          | 11          | -           | 19          | 11          | 29          | 23          | 9           | 17          | 21          | 6           | 10          | 4           | The Velvet Rope                               |
| 1997  | Together Again                                          | 1           | 2           | 4           | 4           | 2           | 4           | 5           | 2           | 2           | 2           | 1           | 2           | 6           | 9           | 4           | 5           | The Velvet Rope                               |
| 1998  | I Get Lonely                                            | 3           | 20          | 5           | 13          | 72          | -           | 14          | 41          | -           | -           | 20          | 75          | -           | 50          | 21          | 6           | The Velvet Rope                               |
| 1998  | Go Deep                                                 | X           | 2           | 13          | -           | 22          | -           | -           | -           | -           | -           | 54          | 72          | -           | -           | 39          | 13          | The Velvet Rope                               |
| 1998  | Luv Me, Luv Me (avec Shaggy)                            | 76          | -           | -           | -           | -           | -           | -           | -           | -           | -           | -           | -           | -           | -           | -           | -           | Sans complexes                                |
| 1998  | You                                                     | -           | -           | -           | -           | -           | -           | -           | -           | -           | -           | -           | -           | -           | -           | -           | -           | The Velvet Rope                               |
| 1998  | Every Time                                              | -           | -           | 46          | -           | 95          | -           | -           | -           | -           | -           | 38          | 67          | -           | -           | 52          | 34          | The Velvet Rope                               |
| 1999  | What's It Gonna Be?! (avec Busta Rhymes)                | 3           | 21          | 6           | -           | -           | -           | -           | 41          | -           | -           | 29          | 42          | -           | 58          | 65          | 7           | Extinction Level Event: The Final World Front |
| 1999  | Girlfriend/Boyfriend (avec Blackstreet, Ja Rule et Eve) | 47          | 14          | 11          | -           | 71          | -           | -           | -           | -           | -           | 41          | 98          | -           | 59          | 16          | 12          | Finally                                       |

### Années 2000
| Année | Single                        | Classements | Classements | Classements | Classements | Classements | Classements | Classements | Classements | Classements | Classements | Classements | Classements | Classements | Classements | Classements | Classements | Album                |
| Année | Single                        | É-U         | CAN         | R-U         | IRL         | FRA         | ESP         | ITA         | SUI         | BE/W        | BE/F        | P-B         | ALL         | AUT         | SUE         | AUS         | N-Z         | Album                |
| ----- | ----------------------------- | ----------- | ----------- | ----------- | ----------- | ----------- | ----------- | ----------- | ----------- | ----------- | ----------- | ----------- | ----------- | ----------- | ----------- | ----------- | ----------- | -------------------- |
| 2000  | Doesn't Really Matter         | 1           | 6           | 5           | 21          | 40          | 9           | 10          | 17          | 13          | 28          | 15          | 23          | -           | 14          | 28          | 27          | La Famille foldingue |
| 2001  | All for You                   | 1           | 1           | 3           | 15          | 3           | 5           | 5           | 7           | 9           | 8           | 15          | 16          | 30          | 13          | 5           | 2           | All For You          |
| 2001  | Someone to Call My Lover      | 3           | 9           | 11          | 23          | 58          | -           | 34          | 42          | 38          | 32          | 46          | 65          | -           | 49          | 15          | 18          | All For You          |
| 2001  | Son of a Gun                  | 28          | -           | 13          | 21          | -           | -           | -           | 56          | 25          | 20          | 34          | 69          | -           | 48          | 20          | 49          | All For You          |
| 2002  | Feel It Boy (avec Beenie Man) | 28          | 15          | 9           | -           | 47          | -           | 24          | 40          | -           | 44          | 33          | 78          | -           | -           | 18          | 12          | Tropical Storm       |
| 2004  | Just a Little While           | 45          | 3           | 15          | 32          | 72          | 6           | 16          | 34          | -           | 44          | 43          | 54          | -           | -           | 20          | -           | Damita Jo            |
| 2004  | I Want You                    | 57          | -           | 19          | 26          | -           | 13          | 30          | 76          | 22          | 21          | 35          | 48          | -           | -           | -           | -           | Damita Jo            |
| 2004  | All Nite (Don't Stop)         | 57          | -           | 19          | 26          | -           | 13          | 30          | 76          | 22          | 21          | 35          | 48          | -           | -           | -           | -           | Damita Jo            |
| 2005  | Don't Worry (avec Chingy)     | -           | -           | -           | -           | -           | -           | -           | -           | -           | -           | -           | -           | -           | -           | -           | -           | Powerballin'         |
| 2006  | Call on Me (avec Nelly)       | 25          | -           | 18          | 20          | 41          | -           | 7           | 43          | -           | -           | -           | 45          | -           | 25          | -           | 11          | 20 Y.O.              |
| 2006  | So Excited                    | 90          | -           | -           | -           | -           | 13          | 37          | -           | -           | -           | -           | -           | -           | -           | -           | -           | 20 Y.O.              |
| 2006  | With U                        | -           | -           | -           | -           | -           | -           | -           | -           | -           | -           | -           | -           | -           | -           | -           | -           | 20 Y.O.              |
| 2007  | Feedback                      | 19          | 3           | -           | 32          | 36          | -           | -           | 51          | -           | 19          | 59          | 40          | 47          | 41          | 50          | 17          | Discipline           |
| 2008  | Rock with U                   | -           | -           | -           | -           | -           | -           | -           | -           | -           | -           | -           | -           | -           | -           | -           | -           | Discipline           |
| 2008  | Luv                           | -           | -           | -           | -           | -           | -           | -           | -           | -           | -           | -           | -           | -           | -           | -           | -           | Discipline           |
| 2008  | Can't B Good                  | -           | -           | -           | -           | -           | -           | -           | -           | -           | -           | -           | -           | -           | -           | -           | -           | Discipline           |
| 2009  | Make Me                       | -           | -           | 73          | -           | -           | -           | -           | -           | -           | -           | -           | -           | -           | -           | -           | -           | Number Ones          |

### Années 2010
| Année | Single                           | Classements | Classements | Classements | Classements | Classements | Classements | Classements | Classements | Classements | Classements | Classements | Classements | Classements | Classements | Classements | Classements | Album                             |
| Année | Single                           | É-U         | CAN         | R-U         | IRL         | FRA         | ESP         | ITA         | SUI         | BE/W        | BE/F        | P-B         | ALL         | AUT         | SUE         | AUS         | N-Z         | Album                             |
| ----- | -------------------------------- | ----------- | ----------- | ----------- | ----------- | ----------- | ----------- | ----------- | ----------- | ----------- | ----------- | ----------- | ----------- | ----------- | ----------- | ----------- | ----------- | --------------------------------- |
| 2010  | Nothing                          | -           | -           | -           | -           | -           | -           | -           | -           | -           | -           | -           | -           | -           | -           | -           | -           | Pourquoi je me suis marié aussi ? |
| 2015  | No Sleeep (avec J. Cole)         | 63          | -           | -           | -           | 106         | -           | -           | -           | -           | -           | -           | -           | -           | -           | -           | -           | Unbreakable                       |
| 2015  | Burnitup! (avec Missy Elliott)   | -           | -           | -           | -           | -           | -           | -           | -           | -           | -           | -           | -           | -           | -           | -           | -           | Unbreakable                       |
| 2015  | Unbreakable                      | -           | -           | -           | -           | -           | -           | -           | -           | -           | -           | -           | -           | -           | -           | -           | -           | Unbreakable                       |
| 2016  | The Great Forever                | -           | -           | -           | -           | -           | -           | -           | -           | -           | -           | -           | -           | -           | -           | -           | -           | Unbreakable                       |
| 2016  | Dammn Baby                       | -           | -           | -           | -           | -           | -           | -           | -           | -           | -           | -           | -           | -           | -           | -           | -           | Unbreakable                       |
| 2018  | Made for Now (avec Daddy Yankee) | 88          | -           | -           | -           | -           | -           | -           | -           | -           | -           | -           | -           | -           | -           | -           | -           |                                   |